# Quinto Ogulnio Galo
Quinto Ogulnio Galo  fue un político y militar romano, cónsul en el año 269 a. C. con Cayo Fabio Píctor. Llevó a cabo una guerra contra los picencios que, sin embargo, no fue culminada hasta el año siguiente. Este consulado es recordado en la historia de Roma como el año en que la plata se acuñó por primera vez en Roma. 
En el año 257 a. C. Quinto Ogulnio fue nombrado dictador por el propósito de llevar a cabo las latinarum feriarum (fiestas latinas).